# Ель-Пінар-де-ель-Єрро
Ель-Пінар-де-ель-Ієрро (ісп. El Pinar de el Hierro) — муніципалітет в Іспанії, у складі автономної спільноти Канарські острови, у провінції Санта-Крус-де-Тенерифе, на острові Ієрро. Населення — 1801 особа (2010).
Муніципалітет розташований на відстані близько 1930 км на південний захід від Мадрида, 190 км на південний захід від Санта-Крус-де-Тенерифе.

## Галерея зображень

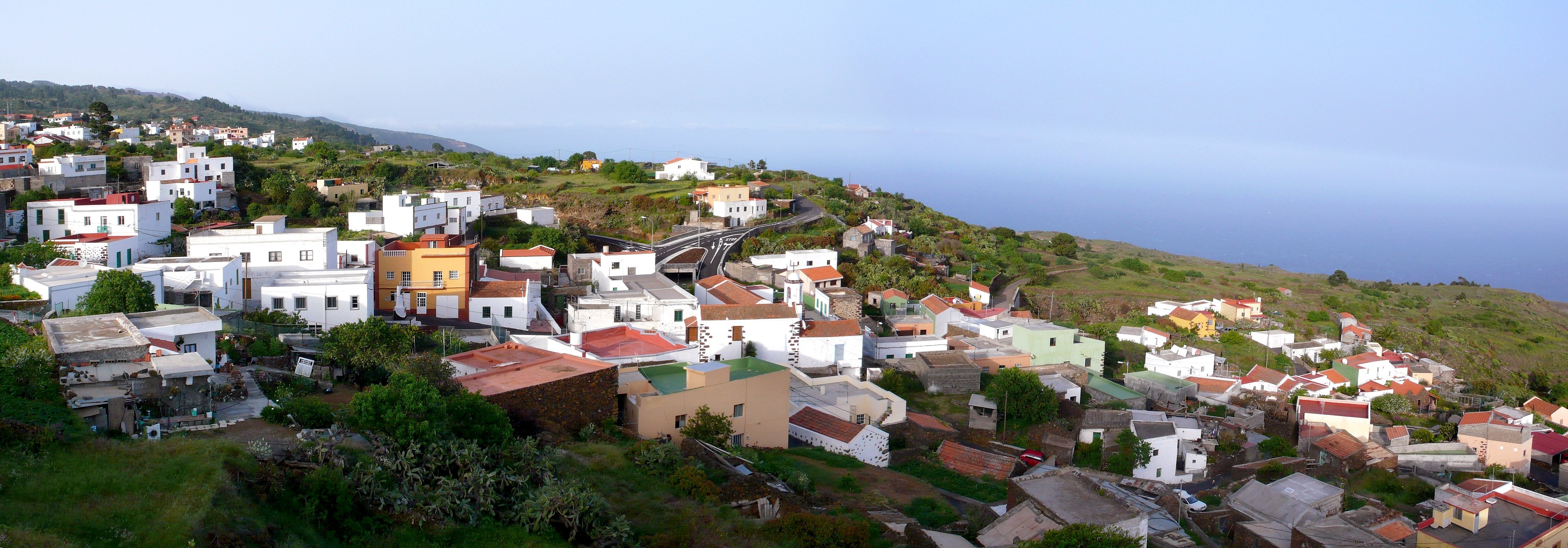
Ель-Пінар
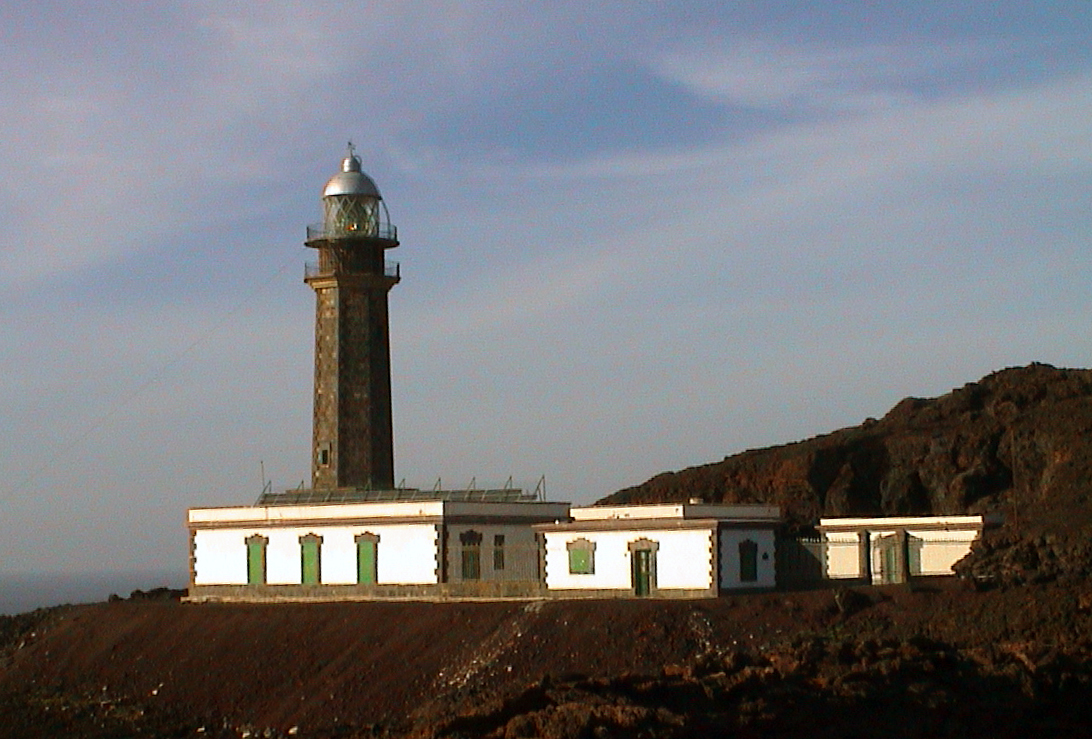
Маяк